# Madjid Hamza
Madjid Hamza est un coureur cycliste sur route algérien. Son dernier résultat est la 54ème place pour l'épreuve en ligne - amateur hommes lors des Championnats du Monde en 1971,,.

## Biographie
Hamza Madjid ont, eux aussi, marqué les esprits.
D'ailleurs, c'est le seul coureur algérien à avoir remporté une grande course internationale. Le Tour d'Algérie faisait partie, à l'époque, des courses cyclistes amateurs les plus suivies à travers le monde. Comme le Tour de l'avenir et la Course de la paix, cette épreuve attirait les meilleurs athlètes de la planète,.
Hamza Madjid (entraîneur de l'équipe Sovac de cyclisme)

## Palmarès
- 1966
  - 81e à Classement Général Vredeskoers / Course de la Paix / Friedensfahrt / Peace Race, (Závod Míru), Berlin (Berlin), La République démocratique allemande [8]
- 1967
  - 59e à Championnats du monde de cyclisme sur route 1967
  - 24e à Championnats du Monde - Contre-la-montre par équipe 1967
- 1969
  - 22e à Championnats du Monde - Contre-la-montre par équipe  1969
- 1970
  - 1re à 6e étape Tour d'Afrique du Nord, (Tour of Algeria), Algérie
  - 1re à 12e étape Tour d'Afrique du Nord, (Tour of Algeria), Algérie
  - 9e à secteur b Classement Général Tour d'Afrique du Nord, (Tour of Algeria), Algérie
  - 55e à Classement Général Vredeskoers / Course de la Paix / Friedensfahrt / Peace Race, (Závod Míru), Berlin (Berlin), La République démocratique allemande
  - Vainqueur Tour du Sénégal[9]
  - 22e à Championnats du monde de cyclisme sur route 1970

- 1971
  - 1re à 12e étape Tour d'Afrique du Nord, (Tour of Algeria), Algérie
  - 72e à Classement Général Vredeskoers / Course de la Paix / Friedensfahrt / Peace Race, (Závod Míru), Praha (Pardubicky Kraj), République tchèque
  - 54e à  Championnats du monde de cyclisme sur route 1971
- 1972
  - 5e à 9e étape Ronde van Marokko, (Tour du Maroc), Essaouira (Marrakech-Tensift-Al Haouz), Maroc